# Quesnoy-sur-Deûle
Quesnoy-sur-Deûle är en kommun i departementet Nord i regionen Hauts-de-France i norra Frankrike. Kommunen ligger i kantonen Quesnoy-sur-Deûle som tillhör arrondissementet Lille. År 2022 hade Quesnoy-sur-Deûle 6 863 invånare.

## Befolkningsutveckling
Antalet invånare i kommunen Quesnoy-sur-Deûle
| Referens: INSEE |